# Anchomanes giganteus
Anchomanes giganteus är en kallaväxtart som beskrevs av Adolf Engler. Anchomanes giganteus ingår i släktet Anchomanes och familjen kallaväxter. Inga underarter finns listade.

## Bildgalleri

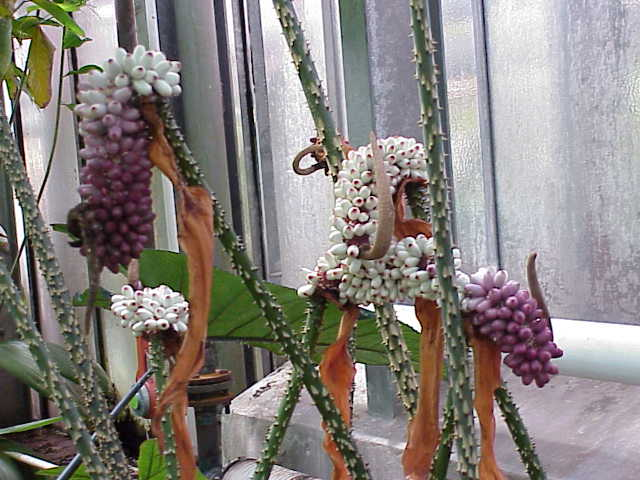
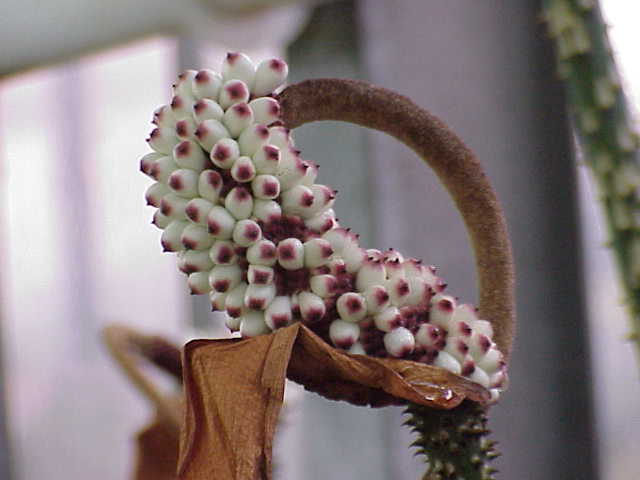
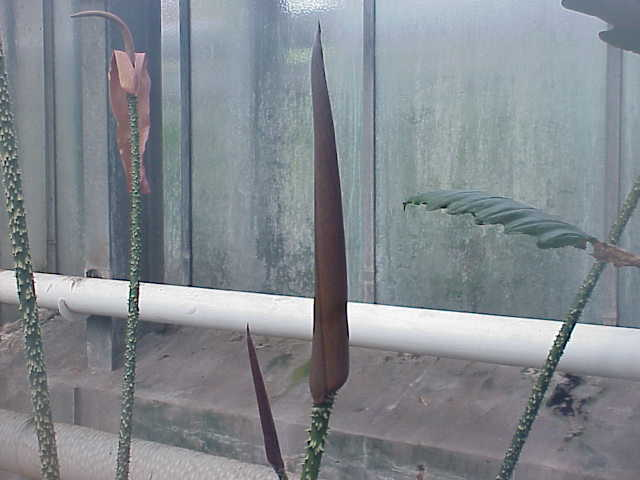
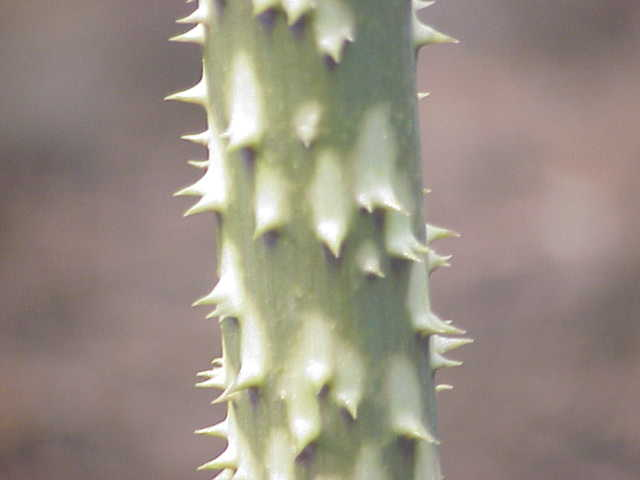